# 중성구감소성 작은창자큰창자염
중성구감소성 작은창자큰창자염(neutropenic enterocolitis, 중성구감소성 소장대장염, 호중구감소성 소장대장염) 또는 막창자염(typhlitis) 또는 맹장염(盲腸炎)은 막창자에 염증이 생긴 것으로, 감염과 관련될 수 있다.
감염과 관련될 수 있는 막창자(큰창자의 일부)의 염증이다. 특히 혈액 내 중성구(가장 흔한 백혈구 형태) 수치가 낮은 호중구 감소증과 관련이 있다.
막창자염은 호중구감소성 작은창자큰창자염의 일종이다. 막창자염은 돌막창자 영역의 호중구 감소성 장염이지만 호중구 감소성 장염은 소장과 대장의 다른 부분을 포함할 수 있다.

## 같이 보기
- 막창자꼬리염
- 대장염
- 중성구 감소증
- 무과립구증
- 주름창자
- 돌주름창자